# 1340 Yvette
1340 Yvette este un asteroid din centura principală, descoperit pe 27 decembrie 1934, de Louis Boyer.